# Ilse Müllner
Ilse Müllner (* 1966 in Wien) ist eine österreichische römisch-katholische Theologin.
Müllner studierte römisch-katholische Theologie an der Universität Wien und an der Universität Tübingen. Von 1990 bis 1996 absolvierte sie ein Promotionsstudium an der Universität Münster. Seit April 2004 ist Müllner Professorin für Biblische Theologie am Institut für Katholische Theologie der Universität Kassel.
Müllner ist verheiratet und hat zwei Kinder.

## Schriften (Auswahl)

### Monographien
- Gewalt im Hause Davids. Die Erzählung von Tamar und  Amnon. Freiburg im Breisgau 1997.
- Jüdische und christliche Feste. (Neue Echter Bibel – Themen 9.) (Gemeinschaftlich mit Peter Dschulnigg.) Würzburg 2002.
- Das hörende Herz. Weisheitsliteratur in der hebräischen Bibel. Stuttgart 2006.
- 2 Samuel (= Herders Theologischer Kommentar zum Alten Testament). Herder, Freiburg 2024, ISBN 978-3-451-26813-7.

### Herausgeberschaft
- Ulrike Eichler und Ilse Müllner (Hrsg.): Sexuelle Gewalt gegen Mädchen und Frauen als Thema der feministischen Theologie. Kaiser, Gütersloh 1999, ISBN 3-579-05170-9.
- Ilse Müllner, Ludger Schwienhorst-Schönberger und Ruth Scoralick (Hrsg.): Gottes Name(n). Zum Gedenken an Erich Zenger. Herder, Freiburg im Breisgau 2012, ISBN 978-3-451-30771-3.
- Ute E. Eisen und Ilse Müllner (Hrsg.): Gott als Figur. Narratologische Analysen biblischer Texte und ihrer Adaptionen. Herder, Freiburg, Basel, Wien 2016, ISBN 978-3-451-31580-0.
- Alexis Joachimides et al. (Hrsg.): Opfer – Beute – Hauptgericht. Tiertötungen im interdisziplinären Diskurs. transcript-Verlag, Bielefeld 2016, ISBN 978-3-8376-3507-2.
- Ilse Müllner und Paul-Gerhard Klumbies (Hrsg.): Bibel und Kultur. Das Buch der Bücher in Literatur, Musik und Film. 1. Auflage. Evangelische Verlagsanstalt, Leipzig 2016, ISBN 3-374-04419-0.
- Rainer Kampling, Ilse Müllner und Erich Zenger (Hrsg.): Gottesrede. Gesammelte Aufsätze von Erich Zenger zum jüdisch-christlichen Dialog. kbw Bibelwerk, Stuttgart 2018, ISBN 3-460-06651-2.
- Ilse Müllner und Barbara Schmitz (Hrsg.): Perspektiven. Biblische Texte und Narratologie. 1. Auflage. Katholisches Bibelwerk, Stuttgart 2018, ISBN 978-3-460-00751-2.
- Rainer Kampling und Ilse Müllner (Hrsg.): Re-thinking Erich Zenger. Das Gespräch weiterführen. Verlag Katholisches Bibelwerk kbw, Stuttgart 2021, ISBN 978-3-460-00801-4.